# Pieter Hennipman

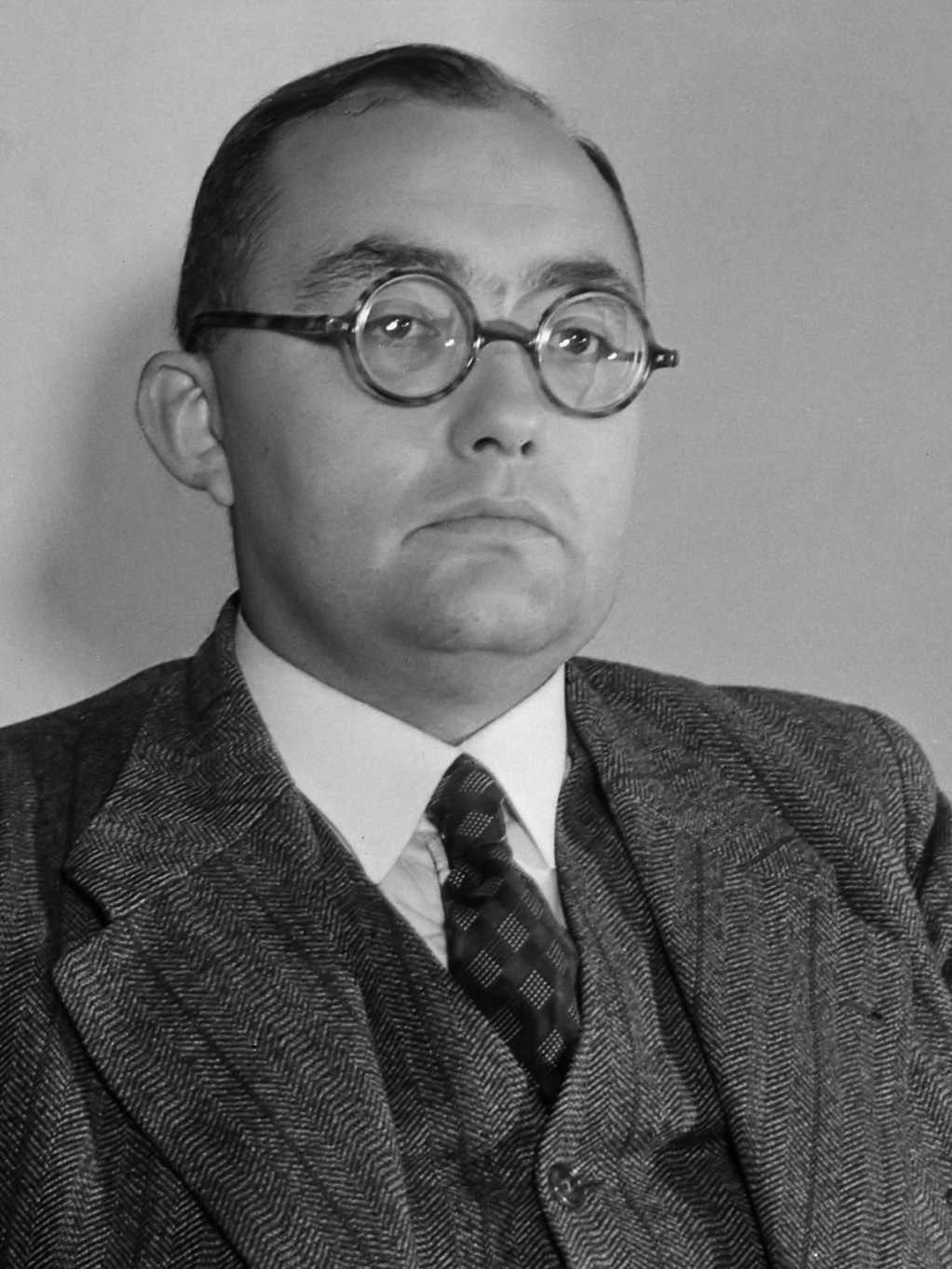
Pieter Hennipman (1945)

Pieter Hennipman (Leiden, 12 september 1911 - Amsterdam, 3 juli 1994) was een Nederlands econoom. 

## Studieperiode, lector en proefschrift
Hennipman studeerde aan de Economische Faculteit van de Universiteit van Amsterdam, waar Herman Frijda, Nicolaas Wilhelmus Posthumus en Théodore Limperg zijn  belangrijkste leermeesters waren. In 1938 werd Hennipman lector aan deze faculteit. Hij rondde in juli 1940 zijn proefschrift af en promoveerde bij Frijda. 
In 1945 verscheen een aanzienlijk uitgebreide versie van zijn proefschrift Economisch Motief en Economisch Principe. In dit boek rekent hij af met de klassieke homo oeconomicus die hij een 'monsterlijk caricaturale figuur' noemde die maar beter nooit in leven had moeten worden geroepen. Hij argumenteert dat er geen economisch doel bestaat, anders dan het streven naar behoeftebevrediging met behulp van schaarse alternatief aanwendbare middelen: 'Hieruit volgt, dat het economisch doel in den zin der subjectieve theorie iederen bepaalden, specifieken inhoud mist. Het omvat alle behoeften welker verwezenlijking afhankelijk is van schaarse middelen c.q. van ruilhandelingen.
Omdat de behoeften per subject verschillen is ook welvaart in ruime zin een subjectief begrip en een leeg (formeel) begrip in die zin dat tot de behoeften moet worden gerekend wat het subject eronder verstaat. Op grond hiervan kan de economie geen recept (norm) voor het handelen geven. Hier raken we de essentie van Hennipmans gedachtegoed, waarvan we de consequenties terugvinden in Doeleinden en criteria der economische politiek (1962) in De taak van de Mededingingspolitiek (1966) en in het in 1977 verschenen Welvaartstheorie en economische politiek, waarvan in 1995 een Engelse vertaling verscheen  Welfare Economics and the Theory of Economic Policy.
Uit zijn publicaties blijkt dat Hennipman voortbouwt op de gedachten van de subjectivistische Oostenrijkse School (o.a. Eugen von Böhm-Bawerk) en op Lionel Robbins' Essay on the Nature and Significance of Economic Science (1932).

## Hoogleraar en redacteur
In 1945 werd Hennipman hoogleraar aan de Economische Faculteit van de Universiteit van Amsterdam, nadat zijn voorganger en docent Herman Frijda om was gekomen tijdens de Tweede Wereldoorlog. Van 1945 tot 1972 was hij redacteur-secretaris van het Nederlandse blad De Economist, dat tegenwoordig in het Engels verschijnt, niet te verwarren met het Engelse weekblad The Economist. Hennipmans brede kennis van de literatuur heeft geleid tot vele artikelen van zijn hand en van anderen die hij stimulerend begeleidde.
In 1951 leverde hij een bijdrage aan het congres van de International Economic Association met Monopoly: Impediment or Stimulus to Economic Progress?, die wereldwijd zeer goed werd ontvangen. 
Na zijn pensionering in 1973 legde Hennipman zich met name toe op de methodologie, de geschiedenis van de economische theorie en op de welvaartstheorie. Hij verstond de kunst zuiver verbaal tot theorievorming te komen, waar anderen veel algebra voor nodig hebben.

## Maatschappelijke impact
De maatschappelijke impact van Hennipmans werk is achtergebleven bij de theoretische kwaliteit ervan. Dit is enerzijds een gevolg van het feit dat hij gehinderd door zijn kennis en perfectionisme relatief weinig heeft gepubliceerd. Anderzijds aan de omstandigheid dat pas laat zijn werk in het Engels toegankelijk is gemaakt.
Ook heden ten dage ziet men dat bij het economisch beleid sommige economen pretenderen aan te kunnen geven wat goed is voor het land. Zij baseren zich bij hun aanbevelingen dan vaak op geldelijke  afwegingen. Met de mond wordt dan wel beleden dat er naast materiële (geldelijke) zaken ook niet- materiële in het geding zijn. In de praktische uitwerkingen worden deze vaak pro memorie geplaatst en verder gelaten voor wat ze zijn. Een benadering in de geest van Hennipman betrekt alle factoren (voor zover ze op de behoeftebevrediging van de subjecten van invloed zijn) bij de afweging.

## Privé
Hennipman werd geboren als zoon van de Leidse broodbakker Matthijs Hennipman en Ludewina van der Klei, een maand na hun huwelijk; hij werd genoemd naar zijn grootvader van vaderskant. Hij was van 1938-1956 getrouwd met drs. Lambertha Hermana Berendina (Bé) Kist (1916-1991), dochter van jurist mr. Herman Jacob Kist (1875-1945) en telg uit het geslacht Kist, met wie hij enkele kinderen had. Daarna werd hij weduwnaar van zijn tweede echtgenote waarna hij als laatste partner de dichter Elisabeth Eybers (1915-2007) had.

## Publicaties
- Doeleinden en criteria der economische politiek, in J.E. Andriessen en M.A.G. van Meerhaeghe (eds.) Theorie van  de  Economische  Politiek (Stenfert  Kroese, Leiden 1962).